# U-3 (1935)
| U-3                        | U-3                                                | U-3                                                |
| -------------------------- | -------------------------------------------------- | -------------------------------------------------- |
|                            |                                                    |                                                    |
|                            |                                                    |                                                    |
|                            |                                                    |                                                    |
| Під прапором               | Третій Рейх                                        | Третій Рейх                                        |
| Порт приписки              | Кіль Вільгельмсгафен                               | Кіль Вільгельмсгафен                               |
| Спуск на воду              | 19 липня 1935                                      | 19 липня 1935                                      |
| Виведений зі складу флоту  | 1 серпня 1944                                      | 1 серпня 1944                                      |
| Сучасний статус            | загинув                                            | загинув                                            |
| Проєкт                     |                                                    |                                                    |
| Тип ПЧ                     | Малий ДПЧ                                          | Малий ДПЧ                                          |
| Основні характеристики     |                                                    |                                                    |
| Швидкість (надводна)       | 13 вузлів                                          | 13 вузлів                                          |
| Швидкість (підводна)       | 6,9 вузла                                          | 6,9 вузла                                          |
| Робоча глибина занурення   | 80 м                                               | 80 м                                               |
| Гранична глибина занурення | 120 м                                              | 120 м                                              |
| Екіпаж                     | 25 осіб                                            | 25 осіб                                            |
| Розміри                    |                                                    |                                                    |
| Довжина найбільша (по КВЛ) | 40,9 м                                             | 40,9 м                                             |
| Ширина корпусу найб.       | 4,08 м                                             | 4,08 м                                             |
| Висота                     | 8,6 м                                              | 8,6 м                                              |
| Середня осадка (по КВЛ)    | 3,83 м                                             | 3,83 м                                             |
| Водотоннажність надводна   | 254 т                                              | 254 т                                              |
| Озброєння                  |                                                    |                                                    |
| Артилерія                  | 1 × 2 cm/65 C/30 (1000 снарядів)                   | 1 × 2 cm/65 C/30 (1000 снарядів)                   |
| Торпедно- мінне озброєння  | 3 TA 5 торпед або 18 мін (за іншими даними ТМА 12) | 3 TA 5 торпед або 18 мін (за іншими даними ТМА 12) |

U-3 — німецький підводний човен типу II-A часів Другої світової війни. Побудований на верфі Deutsche Werke в Кіль під стапельним номером 238. Спущений на воду 19 липня 1935 рік року. 6 серпня 1935 увійшов до складу навчальної флотилії. З 1 вересня по 1 жовтня 1939 року і з 1 березня по 1 квітня 1940 року використовувався як бойовий підводний човен, здійснив п'ять бойових походів, в яких потопив два судна, сумарний тоннаж 2348 брт. Решту часу використовувався як навчальний човен.
1 липня 1944 року переведений до 21-ї навчальну флотилію. Затоплений 1 серпня 1944 року в Готенгафені. Піднятий і зданий на злам у 1945 році.

## Командири човна
- Капітан-лейтенант Ганс Мекель (6 серпня 1935 — 29 вересня 1937)
- Капітан-лейтенант Ернст-Гюнтер Гайніке (30 вересня 1937 — липень 1938)
- Капітан-лейтенант Йоахім Шепке (29 жовтня 1938 — 2 січня 1940)
- Капітан-лейтенант Герд Шрайбер (3 січня — 28 липня 1940)
- Капітан-лейтенант Гельмут Францке (29 липня — 10 листопада 1940)
- Капітан-лейтенант Отто фон Бюлов (11 листопада 1940 — 2 липня 1941)
- Оберлейтенант-цур-зее Ганс-Гартвіг Троєр (3 липня 1941 — 2 березня 1942)
- Оберлейтенант-цур-зее Йоахім Цандер (3 березня — 30 вересня 1942)
- Оберлейтенант-цур-зее Герберт Цоллер (1 жовтня 1942 — 18 травня 1943)
- Оберлейтенант-цур-зее Ернст Гартманн (19 травня 1943 — 9 червня 1944)
- Лейтенант-цур-зее Герман Ноймайстер (10 червня — 16 липня 1944)

## Атаки на човен
30 вересня 1939 британський підводний човен H-34 атакував U-3 двома торпедами, але промахнувся. Місце атаки — 28 км на північ від Кінард Гед 57°42′02.59″ пн. ш. 2°0′12.02″ зх. д. / 57.7007194° пн. ш. 2.0033389° зх. д.
16 квітня 1940 британський підводний човен випустив 6 торпед по U-3 в 10 милях на південний схід від Егерсунда. Акустик зареєстрував вибух торпеди, але насправді це була німецька торпеда G7, яка теж пройшла повз британську субмарину і вибухнула, коли у неї закінчилося паливо. Довгий час вважалося, що це була успішна атака проти U-1.

## Затоплені судна
| Дата            | Тип судна      | Назва судна | Тоннаж | Статус    | Належність | Примітка | Вантаж                                                    | Координати      |
| --------------- | -------------- | ----------- | ------ | --------- | ---------- | -------- | --------------------------------------------------------- | --------------- |
| 30 вересня 1939 | вантажне судно | Gun         | 1 198  | затоплено | Швеція     |          | генеральний вантаж, включаючи 56 тонн військової амуніції | квадрат AN 3647 |
| 30 вересня 1939 | вантажне судно | Vendia      | 1 150  | затоплено | Данія      |          | в баласті                                                 | квадрат AN 3647 |